# Скупський переказ
Скупський переказ — козацький родовий переказ, записаний у носія Спасу (бойового звичаю) Леоніда Петровича Безклубого. Один з двох переказів, які збереглися у його роду. Другий переказ — Супойський.
|  | Наша держава називалась Скупою Краю, пов'язаних Словом, літ тому 5190, як вона постала. Населяли чорнухи деревляні (опалені дерева), кіми, анти, рокси, беренди, татрани, ольбери, топчаки, ревуги, шельбири — рій родів козацьких, а разом — вкраїнці, бо в Краю предків жили, опороженому Могилами Святими. Тисячі років проіснувала Скупа Вкраїнська, і нікому не було вільного ходу через родові землі її, поки Слова, Звичаю та землі своєї тримались. Селились „од воза“ однією вулицею крученою, кожна станиця була як столиця, ніхто не грабував і за те собі кращої не будував, усі жили сильно і щасливо, пісень плакальних не було, смерті не боялись… |

## Пояснення
Наразі, серед вчених лише Юрій Шилов зробив спробу наукового обґрунтування чи спростування тексту переказу. У статті «Походження козацтва (Священні книги, заповіти, карби, перекази, легенди, літописи)» він дає пояснення цьому тексту. Залишається незрозумілим від якої саме дати відраховувати 5190 років — чи від часу публікації переказу у книзі Олександра Косухи «Вільний спосіб життя» у 2006 році, чи від 1964 року, коли дід розповів його Л, П. Безклубому. Саме тому, згідно з твердженням Безклубого, знання не записувалися, а передавалися усно: «Бо записане — то мертве».